# 진안향교 대성전
진안향교 대성전(鎭安鄕校 大成殿)은 대한민국 전북특별자치도 진안군에 있는 건축물이다. 1984년 4월 1일 전라북도의 문화재자료 제14호로 지정되었다.

## 개요
향교는 공자와 여러 성현께 제사를 지내고, 지방민의 교육과 교화를 위해 나라에서 세운 교육기관이다.
진안향교는 조선 태종 14년(1414) 군상리 웃샛골에 처음 지었으나 임진왜란으로 불타 없어진 것을 선조 34년(1601)에 다시 지었다. 지금 있는 자리로는 인조 14년(1636)에 옮겨 지은 것이다.
남아있는 건물로는 대성전을 비롯하여 명륜당, 서재, 향안당, 사직고, 외삼문, 내삼문 등이 있다. 대성전은 공자를 비롯하여 중국과 우리 나라 유학자의 위패를 모시고 제사를 지내는 곳이다. 규모는 앞면 3칸·옆면 2칸이며, 지붕은 옆면에서 볼 때 사람 인(人)자 모양인 맞배지붕이다.
조선시대에는 나라에서 토지와 노비·책 등을 지원받아 학생을 가르쳤으나, 지금은 교육 기능은 없어지고 제사 기능만 남아 있다.

## 참고 자료
- 진안향교대성전 - 국가유산청 국가유산포털